# Bài thơ sấm trên cây gạo làng Diên Uẩn
Bài thơ sấm trên cây gạo làng Diên Uẩn, tương truyền tác giả là sư Vạn Hạnh, mang nội dung tiên đoán về tên các triều đại cai trị trong thời phong kiến Việt Nam.